# Anthene philetas
Anthene philetas är en fjärilsart som beskrevs av Hans Fruhstorfer 1916. Anthene philetas ingår i släktet Anthene och familjen juvelvingar. Inga underarter finns listade i Catalogue of Life.